# Citroën DS3 WRC
El Citroën DS3 WRC es un vehículo de rally basado en el Citroën DS3 con homologación World Rally Car. Fue diseñado y construido por Citroën para competir en el Campeonato Mundial de Rally en el equipo Citroën World Rally Team como sustituto del Citroën C4 WRC, que había sido usado por el equipo francés desde 2007 hasta 2010. Participó en un total de 67 pruebas de manera oficial entre 2011 y 2016 logrando un total de 26 victorias, 67 podios y los títulos de pilotos y constructores en 2011 y 2012. Además de Citroën también fue utilizado ocasionalmente por pilotos privados.
Fue junto al Ford Fiesta RS WRC uno de los primeros vehículos en ser homologados en la generación de los World Rally Car introducidos en 2011 (basados en los Super 2000) con motor 1600 cc.
Hizo su debut en el mundial en el Rally de Suecia de 2011, de la mano de los pilotos franceses Sébastien Loeb y Sébastien Ogier y logró su primera victoria en el Rally México de 2011 año que lograría nueve victorias más. Además del equipo Citroën también ha sido utilizado por varios equipos privados como el Ice 1 Racing del finés Kimi Räikkönen y el Petter Solberg World Rally Team del noruego Petter Solberg.
El Citroën DS3 WRC disputó en el campeonato del mundo un total de 67 pruebas logrando 26 victorias y 67 podios y los títulos de piloto de marcas en 2011 y 2012. Los pilotos más destacados fueron Sebastien Loeb que logró 16 victorias y dos campeonatos, Sebastien Ogier con cinco victorias, Kris Meeke con tres y Mikko Hirvonen y Dani Sordo con un triunfo cada uno.
Citroën llegó a interesarse sobre la opción de incluir un kit para el DS3 WRC que sirviese para adaptarlo a las especificaciones RRC y alquilarlo a pilotos privados, aunque finalmente prefirió desarrollar una versión R5 del DS3.

## Desarrollo
Desde la aparición de la categoría World Rally Car en 1997 todos los vehículos homologados en la misma contaban como principales características técnicas un motor 2.0 cc con turbompresor y tracción a las cuatro ruedas. Citroën debutó en esta categoría con el Citroën Xsara WRC e 2001, modelo que consiguió 32 victorias y 3 títulos de marcas, y posteriormente introdujo el Citroën C4 WRC con el que también obtuvo 3 títulos y un total de 36 triunfos. En 2010 la FIA decidió cambiar la reglamentación de los WRC y se basó en la categoría Super 2000, por lo que los nuevos WRC que debutarían en la temporada 2011 contarían con menor cubicaje (1600 cc) como principal novedad. 
Citroën empleó su experiencia previa y comenzó a trabajar en el nuevo modelo de competición basado en el Citroën DS3, un automóvil de turismo de tracción delantera que se comercializaba desde 2009. Los test de preparación del DS3 comenzaron a finales de 2009 y se continuaron a lo largo del año 2010 en diferentes localizaciones, como las instalaciones de Satory o la provincia de Málaga en España, y los pilotos que lo probaron fueron Philippe Bugalski, Sebastien Loeb, Sebastien Ogier, Dani Sordo o Kris Meeke.
El coche fue presentado en el Salón del Automóvil de París en septiembre del mismo año.

## Características
El Citroën DS3 WRC cuenta con un motor de 1.6 cc, con cuatro cilindros en línea y un turbo que desarrolla un máximo de 315 c.v de potencia, limitados por el reglamento de los WRC. La potencia se entrega en las cuatro ruedas a través de una caja secuencial de 6 velocidades y un par de 350 Nm. Las dimensiones son largo 3.948 mm y ancho 1.820 mm. La distancia entre ejes es de 2.461 mm y un ancho de vía de 1.618 mm. El total del peso es de 1.200 kg.

## Competición

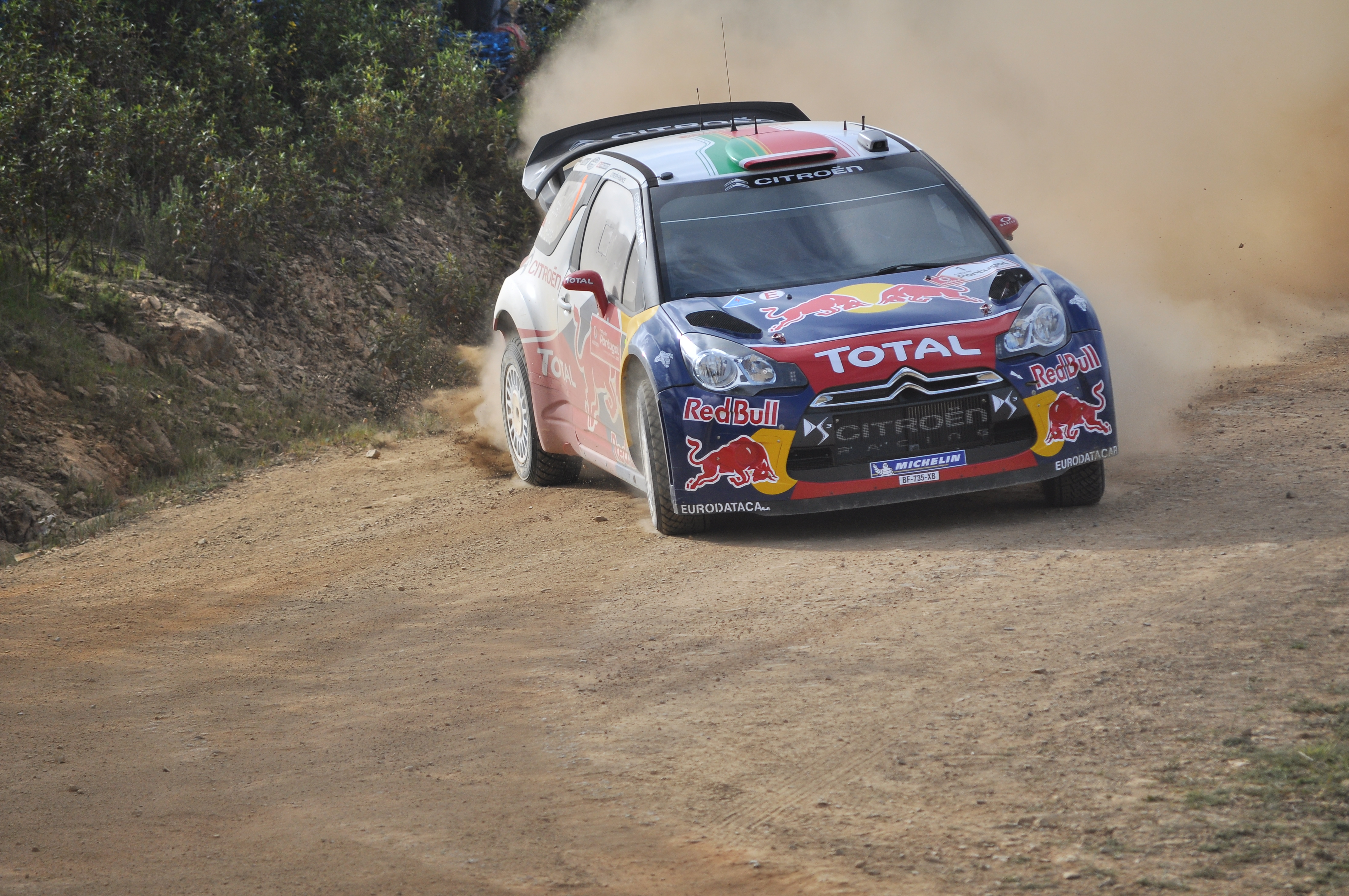
El francés Loeb logró en el Rally de Portugal de 2011, la segunda victoria del DS3 WRC.

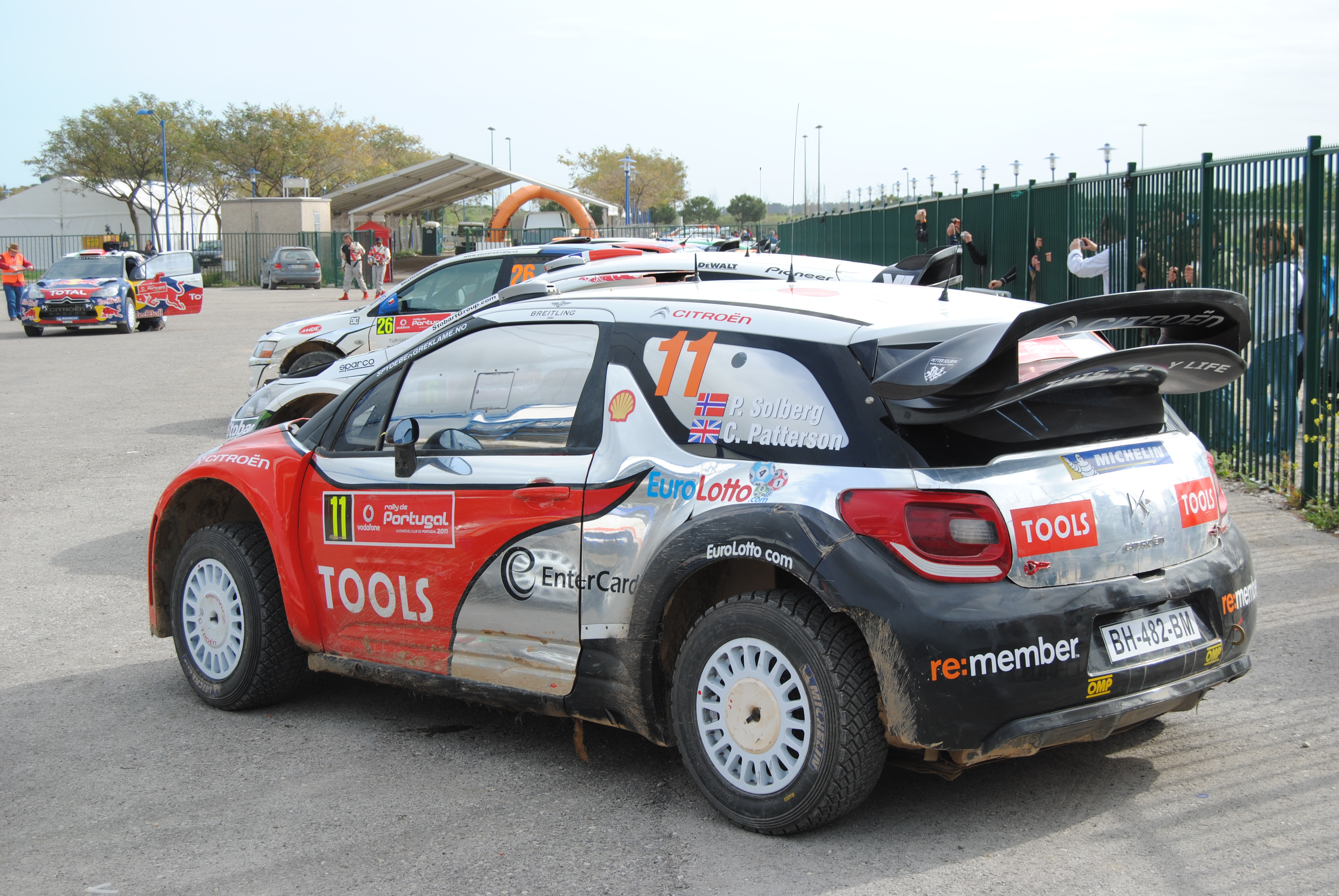
Decoración del Citroën DS3 WRC de Petter Solberg en el Rally de Portugal 2011

### Temporada 2011
| Año  | Equipo             | Pilotos         | SWE | MEX | POR | JOR | ITA | ARG | GRE | FIN | DEU | AUS | FRA | ESP | GBR | Pos. | Puntos | Notas  |
| 2011 | Citroën WRT        | Sébastien Loeb  | 6   | 1   | 2   | 3   | 1   | 1   | 2   | 1   | 2   | 10  | Ret | 1   | Ret | 1º   | 403    | [ 10 ] |
| 2011 | Citroën WRT        | Sébastien Ogier | 4   | Ret | 1   | 1   | 4   | 3   | 1   | 3   | 1   | 11  | 1   | Ret | 11  | 1º   | 403    | [ 10 ] |
| 2011 | Ice 1 Racing       | Kimi Räikkönen  | 8   |     | 7   | 6   |     |     | 7   | 9   | 6   | WD  | Ret | Ret | Ret | EXC  | -      | [ 10 ] |
| 2011 | Petter Solberg WRT | Petter Solberg  | 5   | 4   | 6   | Ret | 3   | 4   | 4   | 5   | 5   | 3   | EX  | Ret | Ret | 4º   | 98     | [ 10 ] |

### Temporada 2012
En diciembre de 2012 se presentó la decoración prevista para la temporada 2013 con el nuevo patrocinador del equipo Citroën: Abu Dhabi.
| Año  | Equipo      | Pilotos        | MON | SWE | MEX | POR | ARG | GRE | NZL | FIN | DEU | GBR | FRA | ITA | ESP | Pos. | Puntos | Notas  |
| 2012 | Citroën WRT | Sébastien Loeb | 1   | 6   | 1   | Ret | 1   | 1   | 1   | 1   | 1   | 2   | 1   | Ret | 1   | 1º   | 453    | [ 12 ] |
| 2012 | Citroën WRT | Mikko Hirvonen | 4   | 2   | 2   | EX  | 2   | 2   | 2   | 2   | 3   | 5   | 3   | 1   | 3   | 1º   | 453    | [ 12 ] |

### Temporada 2013

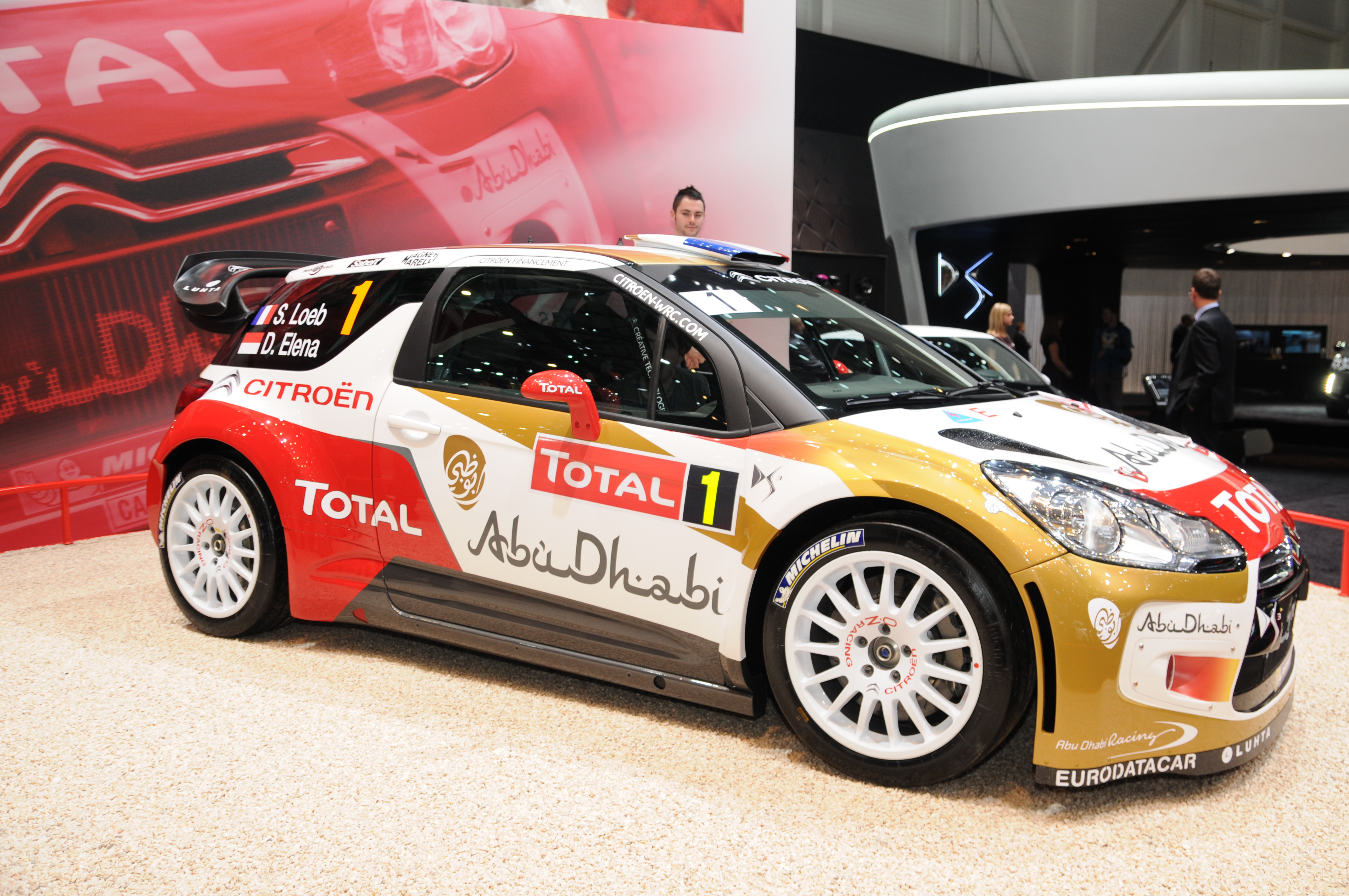
Decoración del DS3 WRC de la temporada 2013.

| Año  | Equipo                | Pilotos           | MON | SWE | MEX | POR | ARG | GRE | ITA | FIN | DEU | AUS | FRA | ESP | GBR | Pos. | Puntos | Notas  |
| 2013 | Citroën WRT           | Sébastien Loeb    | 1   | 2   |     |     | 1   |     |     |     |     |     | Ret |     |     | 2º   | 280    | [ 13 ] |
| 2013 | Citroën WRT           | Mikko Hirvonen    | 4   | 17  | 2   | 2   | 6   | 8   | Ret | 4   | 3   | 3   | 6   | 3   | Ret | 2º   | 280    | [ 13 ] |
| 2013 | Citroën WRT           | Dani Sordo        |     |     | 4   | 12  |     | 2   | 4   | 5   | 1   |     | 2   | Ret | 7   | 2º   | 280    | [ 13 ] |
| 2013 | Citroën WRT           | Kris Meeke        |     |     |     |     |     |     |     |     |     | Ret |     |     |     | 2º   | 280    | [ 13 ] |
| 2013 | Abu Dhabi Citroën WRT | Dani Sordo        | 3   | Ret |     |     | 9   |     |     |     |     |     |     |     |     | 6º   | 63     |        |
| 2013 | Abu Dhabi Citroën WRT | Khalid Al-Qassimi |     | Ret |     | 9   |     | Ret | 10  |     | 11  | 9   |     | 11  |     | 6º   | 63     |        |
| 2013 | Abu Dhabi Citroën WRT | Kris Meeke        |     |     |     |     |     |     |     | Ret |     |     |     |     |     | 6º   | 63     |        |
| 2013 | Abu Dhabi Citroën WRT | Robert Kubica     |     |     |     |     |     |     |     |     |     |     |     |     | Ret | 6º   | 63     |        |
| 2013 | Bryan Bouffier        | Bryan Bouffier    | 5   |     |     |     |     |     |     |     |     |     |     |     |     | -    | -      |        |

### Temporada 2014
| Año  | Equipo                | Pilotos           | MON | SWE | MEX | POR | ARG | ITA | POL | FIN | DEU | AUS | FRA | ESP | GBR | Pos. | Puntos | Notas |
| 2014 | Citroën WRT           | Kris Meeke        | 3   | 10  | Ret | Ret | 3   | 18  | 7   | 3   | Ret | 4   | 3   | 19  | 6   | 2º   | 210    |       |
| 2014 | Citroën WRT           | Mads Østberg      | 4   | 3   | 9   | 3   | Ret | 2   | Ret | Ret | 6   | 15  | 7   | 4   | 3   | 2º   | 210    |       |
| 2014 | Abu Dhabi Citroën WRT | Khalid Al-Qassimi |     | 16  |     | 13  |     | 10  |     |     |     |     |     | 15  |     | -    | -      |       |

### Temporada 2015
| Año  | Equipo      | Piloto         | MON | SWE | MEX | ARG | POR | ITA | POL | FIN | DEU | AUS | FRA | ESP | GBR | Pos. | Puntos | Notas |
| 2015 | Citroën WRT | Kris Meeke     | 10  | 7   | 16  | 1   | 4   | 24  | 7   | 17  | 12  | 3   | 4   | 5   | 2   | 2º   | 230    |       |
| 2015 | Citroën WRT | Mads Østberg   | 4   | 10  | 2   | 2   | 7   | 5   | 9   | 3   | 7   |     | 6   | 4   | 3   | 2º   | 230    |       |
| 2015 | Citroën WRT | Sébastien Loeb | 8   |     |     |     |     |     |     |     |     |     |     |     |     | 2º   | 230    |       |

### Temporada 2016
En 2016 Citroën no participó de manera oficial en el campeonato del mundo por lo que los pilotos que participaron con el Citroën DS3 WRC lo hicieron de manera privada. Kris Meeke, Stephane Lefrebvre, Craig Breen y Khalid Al-Qassimi siguieron el campeonato de manera esporádica e inscritos como Abu Dhabi Total World Rally Team. Eso no impidió que el DS3 sumara dos nuevas victorias en su palmarés gracias a las actuaciones de Kris Meeke en Portugal y Finlandia, prueba última donde Breen también logró su primer podio en el campeonato del mundo. El triunfo de Meeke supuso también un récord: superó la marca establecida de la prueba del WRC más rápida, con una velocidad media de 126,6 km/h, superando el anterior registro de Latvala en 1,2 km/h.
| Año  | Equipo                           | Piloto             | MON | SWE | MEX | ARG | POR | ITA | POL | FIN | ALE | FRA | ESP | GBR | AUS | Pos. | Puntos | Notas |
| ---- | -------------------------------- | ------------------ | --- | --- | --- | --- | --- | --- | --- | --- | --- | --- | --- | --- | --- | ---- | ------ | ----- |
| 2016 | Abu Dhabi Total World Rally Team | Kris Meeke         | Ret | 23  |     |     | 1   |     |     | 1   |     | 16  | Ret | 5   |     | -    | -      | -     |
| 2016 | Abu Dhabi Total World Rally Team | Stephane Lefrebvre | 5   |     |     |     | 35  |     | 9   |     | Ret |     |     | 9   |     | -    | -      | -     |
| 2016 | Abu Dhabi Total World Rally Team | Craig Breen        |     | 8   |     |     |     |     | 7   | 3   |     | 5   | 10  | Ret |     | -    | -      | -     |
| 2016 | Abu Dhabi Total World Rally Team | Khalid Al-Qassimi  |     | 19  |     |     | 26  |     |     | 16  |     |     | 12  |     |     | -    | -      | -     |

### Temporada 2017
En 2017 Citroën regresó a la competición pero lo hizo con el Citroën C3 WRC por lo que la aparición del DS3 muy esporádica.
| Año  | Equipo                   | Piloto             | MON | SWE | MEX | FRA | ARG | POR | ITA | POL | FIN | GER | ESP | GBR | AUS | Pos. | Puntos | Notas |
| ---- | ------------------------ | ------------------ | --- | --- | --- | --- | --- | --- | --- | --- | --- | --- | --- | --- | --- | ---- | ------ | ----- |
| 2017 | Citroën World Rally Team | Craig Breen        | 5   |     |     |     |     |     |     |     |     |     |     |     |     | -    | -      | -     |
| 2017 | Citroën World Rally Team | Stephane Lefebvre  |     | 8   |     |     |     |     |     |     |     |     |     |     |     | -    | -      | -     |
| 2017 | Jean-Michel Raoux        | Jean-Michel Raoux  |     |     |     |     |     | 27  | 16  |     |     | 24  | 25  |     |     | -    | -      | -     |
| 2017 | Jourdan Serderidis       | Jourdan Serderidis | 29  |     |     |     |     |     |     |     |     | 25  | 33  | 42  | 11  | -    | -      | -     |

### Victorias
| N.º | Año  | Rally                                 | Piloto          | Copiloto          |
| --- | ---- | ------------------------------------- | --------------- | ----------------- |
| 1   | 2011 | 24º Corona Rally México               | Sébastien Loeb  | Daniel Elena      |
| 2   | 2011 | 45.º Vodafone Rally de Portugal       | Sébastien Ogier | Julien Ingrassia  |
| 3   | 2011 | 29th Jordan Rally                     | Sébastien Ogier | Julien Ingrassia  |
| 4   | 2011 | 8° Rally d'Italia Sardegna            | Sébastien Loeb  | Daniel Elena      |
| 5   | 2011 | 31.º Rally Argentina                  | Sébastien Loeb  | Daniel Elena      |
| 6   | 2011 | 57th Acropolis Rally                  | Sébastien Ogier | Julien Ingrassia  |
| 7   | 2011 | 61st Rally Finland                    | Sébastien Loeb  | Daniel Elena      |
| 8   | 2011 | 29. ADAC Rallye Deutschland           | Sébastien Ogier | Julien Ingrassia  |
| 9   | 2011 | 27th Rallye de France – Alsace        | Sébastien Ogier | Julien Ingrassia  |
| 10  | 2011 | 47è Rally RACC Catalunya              | Sébastien Loeb  | Daniel Elena      |
| 11  | 2012 | 80.º Rally de Monte-Carlo             | Sébastien Loeb  | Daniel Elena      |
| 12  | 2012 | 9º Rally Guanajuato México 2012       | Sébastien Loeb  | Daniel Elena      |
| 13  | 2012 | 32.º Phillips Rally de Argentina      | Sébastien Loeb  | Daniel Elena      |
| 14  | 2012 | 58th Acropolis Rally                  | Sébastien Loeb  | Daniel Elena      |
| 15  | 2012 | 42nd Brother Rally New Zealand        | Sébastien Loeb  | Daniel Elena      |
| 16  | 2012 | 62nd Neste Oil Rally Finland          | Sébastien Loeb  | Daniel Elena      |
| 17  | 2012 | 30. ADAC Rallye Deutschland           | Sébastien Loeb  | Daniel Elena      |
| 18  | 2012 | 3º Rallye de France - Alsace          | Sébastien Loeb  | Daniel Elena      |
| 19  | 2012 | 9º Rally d'Italia — Sardegna          | Mikko Hirvonen  | Jarmo Lehtinen    |
| 20  | 2012 | 48è Rally RACC Catalunya              | Sébastien Loeb  | Daniel Elena      |
| 21  | 2013 | 81ème Rally Automobile de Monte Carlo | Sébastien Loeb  | Daniel Elena      |
| 22  | 2013 | Philips LED Rally Argentina 2013      | Sébastien Loeb  | Daniel Elena      |
| 23  | 2013 | 31. ADAC Rallye Deutschland 2013      | Dani Sordo      | Carlos del Barrio |
| 24  | 2015 | 35. XION Rally Argentina 2015         | Kris Meeke      | Paul Nagle        |
| 25  | 2016 | 50.º Vodafone Rally de Portugal       | Kris Meeke      | Paul Nagle        |
| 26  | 2016 | 66. Neste Rally Finland               | Kris Meeke      | Paul Nagle        |